# 重箱読み

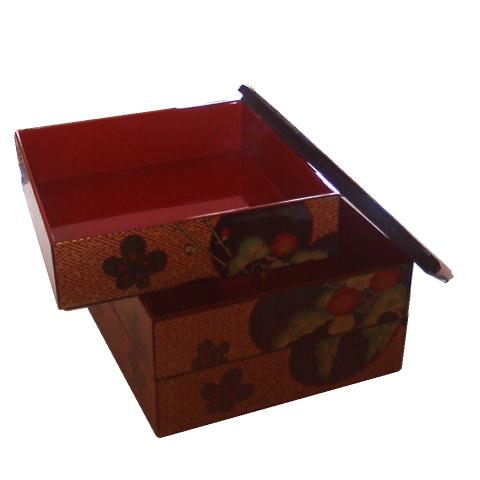
四角の重箱

重箱読み（じゅうばこよみ）は、日本語における熟語の変則的な読み方の一つ。語の上の字を音として、下の字を訓として読む「重箱」（ジュウばこ）のような熟語の読みの総称である。原則として規範的な読み方ではないとされるが、現代の日本語においては、和語と漢語が結合した混種語も日常語として深く浸透しており、慣用になっているものも少なくない。
これに対して、上の字が訓、下の字が音とする読み方を湯桶読みという。

## 概説
後半が濁音化する例が多く見られる。
なお、重箱とは、何段かを積み重ねられるようにした食物を入れる箱であり、お節料理や行楽によく使われている。

## 重箱読みの例
| 熟語         | 読み               | 備考       |
| ------------ | ------------------ | ---------- |
| 重箱         | ジュウばこ         | [ 1 ]      |
| 一手         | イッて             |            |
| 一時         | イッとき           | [ 参考 1 ] |
| 音読み       | オンよみ           | (wikt)     |
| 額縁         | ガクぶち           |            |
| 客間         | キャクま           | (wikt)     |
| 経木         | キョウぎ           | (wikt)     |
| 金熊（賞）   | キンくま（ショウ） |            |
| 金星         | キンぼし           | (wikt)     |
| 訓読み       | クンよみ           | (wikt)     |
| 香醋         | コウず             |            |
| 工場         | コウば             | (wikt)     |
| 最高値       | サイたかね         |            |
| 最安値       | サイやすね         |            |
| 残高         | ザンだか           |            |
| 桟橋         | サンばし           |            |
| 新顔         | シンがお           |            |
| 新参者       | シンザンもの       |            |
| 雑木         | ゾウき             | (wikt)     |
| 総花         | ソウばな           |            |
| 台所         | ダイどころ         | (wikt)     |
| 大横綱       | ダイよこづな       | [ 参考 3 ] |
| 反物         | タンもの           |            |
| 団子         | ダンご             | (wikt)     |
| 竹輪         | チクわ             |            |
| 蝶番         | チョウつがい       | [ 参考 4 ] |
| 賃上げ       | チンあげ           |            |
| 頭突き       | ズつき             |            |
| 等幅フォント | トウはば -         |            |
| 豚汁         | トンじる           | [ 参考 5 ] |
| 番組         | バンぐみ           |            |
| 本棚         | ホンだな           | (wikt)     |
| 本物         | ホンもの           |            |
| 本屋         | ホンや             | (wikt)     |
| 無傷         | ムきず             |            |
| 役場         | ヤクば             | (wikt)     |
| 路肩         | ロかた             | (wikt)     |

自然科学や工学の領域では、以下のような例に事欠かない。これは「場（ば）」や「幅（はば）」がfieldやwidthといった外来語の訳語として当てられているためであり、「場（ば）の理論」「ベクトル場（ば）」のように読む規則を適用した結果である。「会場（カイジョウ）の音場（オンば）」「半値全幅（ハンチゼンはば）に全幅（ゼンプク）の信頼を寄せる」のように読み替えが必要とされる。
| 熟語     | 読み           |
| -------- | -------------- |
| 電場     | デンば         |
| 磁場     | ジば           |
| 重力場   | ジュウリョクば |
| 音場     | オンば         |
| 半値幅   | ハンチはば     |
| 半値全幅 | ハンチゼンはば |

以下は漢字の選ばれ方に語義との脈絡が乏しく、当て字の性格が強いもの。当て字の結果たまたま重箱読みに見える形になった例である。考察するにあたって日本語の語生成を論じる必要がなく、単に「当て字の当て方」を論ずればこと足りるという点で、典型的な重箱読みとはやや異質なものである。
| 熟語 | 読み       | 備考   |
| ---- | ---------- | ------ |
| 試合 | シあい     | (wikt) |
| 馬鹿 | バか       | (wikt) |
| 派手 | ハで       | (wikt) |
| 半田 | ハンだ     |        |
| 味方 | ミかた     |        |
| 定宿 | ジョウやど |        |

以下は固有名詞の例。一般に固有名詞における漢字の読み方は非常に多様で、分類も困難であり、通常はこれらを重箱読みとは呼ばない。
| 熟語 | 読み     | 備考       |
| ---- | -------- | ---------- |
| 新橋 | シンばし |            |
| 山谷 | サンや   | [ 参考 6 ] |

### 参考
1. ↑  「イチジ・ひととき」とも読む
2. ↑  「コウジョウ」のうち、小規模なもの。
3. ↑  「おおよこづな」とも読む
4. ↑  「チョウバン」とも読む
5. ↑  「ぶたじる」とも呼ばれる
6. ↑  谷（や）の読みは常用漢字表外。